# Dew Process
Dew Process  es una compañía discográfica independiente australiana fundada en el 2002 por el mánager musical Paul Piticco, y que actualmente su distribución de su música la realiza Universal Music Australia.

## Algunos artistas de la discográfica
- Alice Ivy
- Bloc Party
- Circa Waves
- Last Dinosaurs
- London Grammar
- Mumford & Sons
- Tired Lion
- We Are Scientists
- Sam Fender